# Gleipnir (manga)
Gleipnir (グレイプニル Gureipuniru?) es una serie de manga escrita e ilustrada por Sun Takeda. Ha sido serializada en la revista Young Magazine the 3rd de Kōdansha desde octubre de 2015 y se han publicado catorce volúmenes tankōbon hasta la actualidad. Una adaptación a serie de anime producida por Pine Jam fue emitida entre el 5 de abril y el 28 de junio de 2020.

## Argumento
La historia se centra en un joven llamado Shuichi Kagaya, un típico estudiante común de preparatoria que tiene buenas relaciones con sus compañeros de clases y excelentes calificaciones y que recientemente recibió una beca para ingresar a la universidad, sin embargo una noche mientras caminaba este se percata de un incendio, del cual consigue rescatar a una hermosa compañera de clases llamada Clair Aoki del lugar del siniestro, donde también se revela que Shuichi tiene el poder de transformarse en un Kigurumi gigante armado con un poderoso revólver de cañón corto, aunque este no recuerda como adquirió dicha habilidad. Al día siguiente Shuichi asiste a la preparatoria esperando no haber dejado rastro de los acontecimientos de la noche anterior, sin embargo este se percata que no carga su teléfono celular consigo y se puede entender que se le habrá caído en el incendio, sin embargo y para su infortunio, Clair se le aparece y lo confronta sobre el incidente de anoche y que sabe que este estuvo ahí, ya que esta revela que tiene su móvil. Horas más tarde y mientras Clair esta en la clase de natación, Shuichi intenta recuperar su móvil del casillero de esta, pero desafortunadamente no lo encuentra, ya que Clair supuso que este intentaría recuperar su móvil mientras ella no estuviera presente y lo carga consigo misma, posteriormente Clair confronta nuevamente a Shuichi sobre su transformación, pero este nuevamente trata de negar todo lo relacionado al tema, por lo que Clair decide creerle y coloca su móvil cerca del balcón de la escuela, pero justo cuando Shuichi recupera su móvil, Clair lo engaña diciéndole que recuerda al monstruo que trato de violarla y que curiosamente sabe que es él y rápidamente patea a Shuichi por el balcón hacia el vacío. En plena caída, Shuichi se ve forzando a revelar su transformación para no morir en la caída, causando que Clair dedujera sus acusaciones y le toma una foto con su móvil como evidencia. Aclarado el asunto, Clair le pregunta desde cuando puede transformarse en un Kigurumi gigante, pero Shuichi menciona que no lo recuerda con exactitud desde cuando comenzó, pero si la gente llegara a enterarse de su transformación lo tacharían de fenómeno y monstruo, sin embargo Clair decide creer en él y promete no decirle a nadie sobre el asunto solo si la ayuda a encontrar a su hermana mayor Elena Aoki.

## Personajes
Shuichi Kagaya (加賀谷修一 Kagaya Shuichi?)
 Seiyū: Natsuki Hanae, Álvaro Salarich (español latino)
Es el protagonista masculino. Es un adolescente con la capacidad de transformarse en un Kigurumi gigante con un potente revólver funcional de gran tamaño en su cinturón y una cremallera en la columna vertebral que, cuando se abre, permite a otros entrar dentro de su cuerpo vacío, aumentando las habilidades físicas y  mentales de ambos. Cuando se transforma, Shuichi adquiere las habilidades físicas de un humano en los niveles máximos de condición física, fuerza y resistencia, y cuando se combina con un compañero dentro de él, sus habilidades se vuelven sobrehumanas. Conserva algunas de sus habilidades en su forma humana, como un sentido del olfato incluso más agudo que el de un perro. Su apariencia humana es francamente promedio con la excepción de una cicatriz notable alrededor de su cuello después de una pelea casi fatal contra la hermana mayor de Clair, Elena Aoki, quien de forma accidental y sin ella quererlo lo decapito brutalmente mientras estaba transformado, aunque un tiempo después esta cicatriz en su cuello se desvanecería después de fusionarse con una chica llamada Chihiro Yoshioka durante un feroz combate con Subaru, un miembro del escuadrón de recolectores de Elena. Por su corazón noble, Shuichi en un principio es incapaz de hacerle daño a otros, por lo que es Clair quien al entrar dentro de él se encarga de usar sus poderes para pelear, y realizar el trabajo sucio, sin embargo conforme avanza la serie este cambia su mentalidad y ahora es capaz de matar a cualquiera que se vuelva una amenaza para las personas que más le importan. De acuerdo con Shuichi, este vive en la casa de sus padres que según él, están siempre ausentes por sus respectivos trabajos, sin embargo pronto se revela que esto último es completamente erróneo, ya que en realidad los padres de Shuichi fueron asesinados y sus cuerpos fueron desintegrados brutalmente por Honoka (que en realidad es una abominación creada por Kaito con la apariencia de ella) y donde se revela que Elena Aoki para protegerlo del peligro, decidió borrar parte de los recuerdos relacionados con Honoka y con sus antiguos amigos, para que de esta forma pueda evitar que Honoka lo encontrara y lo mate, algo que más adelante en la serie terminaría siendo visto por Chihiro Yoshioka y por Clair, cuando ambas entrán en el subconsciente de Shuichi en búsqueda de respuestas y como poder derrotar a Kaito de una vez por todas y de paso al monstruo con la apariencia de Honoka.
Clair Aoki (青木紅愛 Aoki Clair?)
 Seiyū: Nao Tōyama, Miriam Aceves (español latino)
Es la protagonista femenina de la serie, es una adolescente que después de presenciar a su hermana mayor, Elena, transformarse en un monstruo y asesinar a sus padres, cayó en depresión e intentó suicidarse cuando nadie le creyó por este asunto. Sin embargo poco después de que Shuichi la salvara de su intento de suicidio, se obsesionó con encontrar a su hermana y descubrir la verdad detrás de la creación de monstruos y del asesinato de sus padres. Al principio, ella era algo abusiva con Shuichi, lo veía como una herramienta y nada más, pero con el tiempo llegó a preocuparse por él hasta tal punto de que juró suicidarse si por ironías del destino Shuichi llegaba a morir primero para poder permanecer juntos siempre. Detrás de su personalidad alegre y a menudo pervertida, ya que en más de una ocasión le ha sugerido a Shuichi que porque no la deja entrar desnuda cuando esta transformado en su forma de Kigurumi, cosa que el mismo Shuichi parece no estar de acuerdo, ya que según el sería algo inapropiado o vergonzoso. Clair posee una determinación que le permite matar a cualquiera que sea una amenaza y sin dudarlo un segundo, ni sentir remordimientos y cerrarse a sí misma de sus emociones hasta el punto que Shuichi la encuentra muy aterradora, casi al punto de considerarla una yandere. Al ser una humana normal, Clair es físicamente débil, pero cuando entra dentro de Shuichi transformado es capaz de utilizar las capacidades de este, incluso mejor que él, compensando así las debilidades de ambos.
Elena Aoki (青木エレナ Aoki Erena?)
 Seiyū: Kana Hanazawa, Sofía Huerta (español latino)
La hermana mayor de Clair, y la principal antagonista de la historia. Después de obtener la capacidad de transformarse en un gran monstruo fantasmal, asesinó a sus propios padres, aparentemente por la manera hipócrita en que la criaron a ella y a su hermana Clair con reglas estrictas a pesar de ser personas terribles en esencia y luego desapareció sin dejar rastro. Es emocionalmente inestable y algo psicótica incluso antes de convertirse en un monstruo, según Shuichi después de que él olfateo su ropa, se da a entender que ella cometió una asombrosa cantidad de asesinatos. Ama mucho a su hermana Clair y puede que sea la única persona a la que no está dispuesta a dañar.
Se revela que Elena está enamorada de Shuichi y fue la responsable directa que lo convirtió en un Kigurumi gigante para poder entrar dentro de él y realmente "convertirse en uno", aunque un tiempo después cuando descubre que otra chica (Clair) estaba dentro de Shuichi, esta inmediatamente pierde la compostura y lo decapita brutalmente en un intento por sacar a la intrusa que estaba en el interior, argumentando que ese lugar le pertenece a ella, pero luego de recuperar la razón esta entró en pánico y shock al percatarse de lo que había hecho y trató desesperadamente de que Shuichi recuperara la conciencia y no muriese, pese a que esta última aun tenía la cabeza decapitada de Shuichi, pero dicho acto acaba enfureciendo a su hermana Clair, quien rápidamente trata de matarla con el revólver en represalias, sin embargo Elena la vence fácilmente y le entrega una moneda a su hermana menor, pidiéndole que lleve el cuerpo y la cabeza de Shuichi con el Alien, para que este pueda ayudarlo a restaurarle la cabeza en su lugar. Para proteger a Shuichi, selló sus recuerdos relacionados con ella y sus antiguos amigos para evitar que Honoka (que realidad no es la verdadera Honoka sino una abominación creada por Kaito, usando la apariencia de la Honoka original) lo encuentre y lo asesine, ya que esta apunta principalmente a quienes la conocían en vida a ella o a Aiko.
Alien (宇宙人 Uchūbito?)
 Seiyū: Takahiro Sakurai, José Luis Piedra (español latino)
Es un ser con la habilidad de cambiar de forma que proveniente del espacio exterior y de un planeta lejano que había llegado milenios atrás al planeta Tierra, junto a sus amigos alienígenas en forma de monedas, sin embargo en el trayecto su nave espacial sufrió un pequeño accidente y acabó estrellándose de forma accidental en la Tierra y desde entonces este al ser el único que consiguió escapar del choque, decide ocultarse de la vista de los humanos, pero años más tarde un día una chica llamada Honoka encontró una de las monedas y este como agradecimiento y por ser la primera encontrar una de ellas, le menciona que puede concederle cualquier tipo de deseo, pero por sugerencia de Honaka, este decide tomar la forma de un chico terrícola y al mismo tiempo crea una máquina expendedora, para que de esta forma pueda concederle los deseos a las personas que encuentren las monedas y la administra en un hotel abandonado, ya que en cierto modo tanto el como Honoka crearon el sistema de recolectores en la ciudad, además de que si alguien consigue obtener 100 monedas le concederá un gran deseo sin restricciones.
Nana Mifune (三船奈々 Mifune Nana?)
 Seiyū: Miku Itō, Susana Moreno (español latino)
Abukawa (アブカワ Abukawa?)
 Seiyū: Yoshiaki Hasegawa, Roberto Villavicencio (español latino)
Hikawa (氷川 Hikawa?)
 Seiyū: Shizuka Ishigami
Tadanori Sanbe (三部忠則 Sanbe Tadanori?)
 Seiyū: Hiroki Yasumoto, Dan Osorio (español latino)
Chihiro Yoshioka (吉岡ちひろ Yoshioka Chihiro?)
 Seiyū: Kana Ichinose, Regina Carrillo (español latino)
Es una chica y miembro del grupo de recolectores de Koyanagi. Es una persona de carácter alegre y amante de los animales, ya que esta le pidió al Alien la capacidad de entender a los animales. En su forma de monstruo, ella sigue siendo una humana normal, excepto por las orejas de zorro que brotan a un lado de su cabeza, lo que le da la capacidad de escuchar cómo se siente un animal. Esta siempre a prefiriendo mantener sus orejas de zorro ocultas, por lo general se la ve con un casco de motocicleta que cubre toda su cabeza y rostro, cuando conoce a Clair y Shuichi la primera vez esta sintió algo de curiosidad por este último ya que considera la transformación de Kugurumi gigante de Shuichi bastante adorable, lo cual levanta algo de celos en Clair, quien no le agrada que esta se le acerque demasiado. Mientras ambos esperaban que Clair y Sayaka terminaran su reunión de iniciación, Yoshioka le pide la ayuda a Shuichi que use su transformación de Kigurumi para encontrar su billetera, la cual se le había extraviado en el bosque cercano, por lo que este accede a ayudarla. En un principio Shuichi cree que el trabajo de encontrar la billetera de Yoshioka será algo complicado teniendo el olor de ella demasiado cerca lo cual dificultaría el rastreo, pero sorpresivamente Yoshioka siguiere que porque no la deja entrar en el, para que así ambos no perderían mucho tiempo por lo que esta entra dentro de Shuichi, siendo la primera chica alterna a Clair que a conseguido entrar dentro de él, pero justo cuando este iba a guardar la ropa de esta en su casco y ocultarla, este descubre que Yoshioka entró completamente desnuda, lo cual al principio le reprime por estar en semejante posición vergonzosa, aunque posteriormente este decide aclarar ese asunto después y que la prioridad es recuperar la billetera perdida. Posteriormente cuando encuentran la billetera en manos de Subaru, un miembro de los recolectores del grupo de Elena, en un principio los aplasta sin piedad a ambos hasta hacerlos pedazos, sin embargo este hecho provoca que los cuerpos de Shuichi y Yoshioka se fusionen en un solo ser, ahora combinando las habilidades de ambos y equipado también ahora con un par de pistolas duales a diferencia del clásico Revólver.
Ikeuchi (池内 Ikeuchi?)
 Seiyū: Shōya Chiba, Juan Carlos Revelo (español latino)
Subaru (スバル Subaru?)
 Seiyū: Yō Taichi
Es el miembro más joven del grupo de recolectores de Elena Aoki, es un joven de pocas palabras y al parecer tiene un gusto muy sádico por matar a quienes considera una amenaza o débiles, se sabe que este obtuvo del Alien el poder de invocar a unas monstruosas criaturas, a las cuales llama "Madre" y "Padre", los cuales son los encargados de luchar contra sus enemigos e incluso puede ordenarles que aplasten sin piedad a alguien si este lo desea, este suceso es visto más a fondo cuando se topa cara a cara con Shuichi y Yoshioka, cuando estos últimos buscaban la billetera de la chica en el bosque cercano, la cual había sido encontrada precisamente por Subaru unos minutos antes en el bosque, pero Subaru sin ningún tipo de remordimiento rápidamente los aplasta a ambos hasta casi matarlos, sin embargo este hecho solo provocó que los cuerpos de Yoshioka y Shuichi se fusionaran en un solo ser y volvieron a toparse con el en búsqueda de venganza, pero en esta ocasión y debido a su nueva ventaja Shuichi y Yoshioka lo derrotan y lo amenazan con sus pistolas duales, pero rápidamente Subaru trata de tomar represalias contra ambos, solo para ser interrumpidos en el último segundo por Elena, la cual reprime a Subaru y le ordena que deje de molestar a Shuichi y Yoshioka, ya que solo esta perdiendo el tiempo y había otros asuntos que atender, por lo que Subaru acepta los términos de Elena y los deja vivir por el momento y de paso les devuelve la billetera que pertenecía a Yoshioka.
Sayaka Koyanagi (小柳紗耶香 Koyanagi Sayaka?)
 Seiyū: Shizuka Itō, Vianney Monroy (español latino)
Es la líder de un pequeño grupo de recolectores de monedas de la ciudad, se sabe que en el pasado fue compañera de clases de la Elena, ya que ella tiempo después se lo contaría a la hermana menor de esta, Clair. En un principio, en apariencia posee una máscara que cubre su rostro y tiene un pantalón corto y un top deportivo, también gracias al Alien, esta obtuvo la habilidad de crear una cuerda especial con su cabello para todos los miembros que aspiran a entrar a su grupo de recolectores, la cual esta le coloca alrededor del cuello de las personas y momentos después la misma se funde en el cuello de la persona y tiene también la capacidad de ahorcar o incluso decapitar a la persona, si la misma detecta que el usuario trata de traicionar al grupo y de revelar sus secretos. De acuerdo a la serie, se sabe que Koyanagi es lesbiana, ya que esta antes de los eventos de la serie tuvo una aventura amorosa con una profesora de la escuela a la que asistía en el pasado, pero un día y de forma infortunada la persona que amaba se suicidó inexplicablemente y en la actualidad se cree que ahora tiene una relación amorosa con una compañera de su grupo de recolectores llamada Miku Aihara.
Naoto (直人 Naoto?)
 Seiyū: Ryōta Ōsaka
Kaito (海斗 Kaito?)
 Seiyū: Kōki Uchiyama
Honoka (ほのか Honoka?)
 Seiyū: Haruka Shiraishi
Aiko (愛子 Aiko?)
 Seiyū: Yumiri Hanamori

## Media

### Manga
Gleipnir es escrito e ilustrado por Sun Takeda y serializado desde la edición #11 de 2015 de la revista seinen Young Magazine the 3rd publicada el 6 de octubre del mismo año. Los capítulos individuales son recopilados y publicados en formato tankōbon por Kōdansha desde marzo de 2016, la serie actualmente tiene quatorce tomos recopilatorios.
| N.º | Fecha de lanzamiento    | ISBN original          |
| --- | ----------------------- | ---------------------- |
| 1   | 18 de marzo de 2016     | ISBN 978-4-06-382752-1 |
| 2   | 20 de octubre de 2016   | ISBN 978-4-06-382868-9 |
| 3   | 20 de abril de 2017     | ISBN 978-4-06-382957-0 |
| 4   | 20 de noviembre de 2017 | ISBN 978-4-06-510308-1 |
| 5   | 20 de junio de 2018     | ISBN 978-4-06-511455-1 |
| 6   | 19 de marzo de 2019     | ISBN 978-4-06-514803-7 |
| 7   | 20 de diciembre de 2019 | ISBN 978-4-06-518417-2 |
| 8   | 6 de abril de 2020      | ISBN 978-4-06-519203-0 |
| 9   | 19 de noviembre de 2020 | ISBN 978-4-06-521341-4 |
| 10  | 20 de mayo de 2021      | ISBN 978-4-06-523320-7 |
| 11  | 20 de diciembre de 2021 | ISBN 978-4-06-526170-5 |
| 12  | 20 de junio de 2022     | ISBN 978-4-06-528135-2 |
| 13  | 19 de enero de 2023     | ISBN 978-4-06-530415-0 |
| 14  | 20 de julio de 2023     | ISBN 978-4-06-532377-9 |

### Anime
La adaptación al anime se anunció el 6 de marzo de 2019 en el cuarto número de la revista Young Magazine the 3rd. La serie es animada por Pine Jam y dirigida por Kazuhiro Yoneda, con guiones de Shinichi Inotsume y diseño de personajes de Takahiro Kishida. La serie se transmitió del 5 de abril al 28 de junio de 2020 en Tokyo MX y otros canales. H-el-ical// interpreta el tema de apertura de la serie "Altern-ate-", mientras que Mili interpretará el tema de cierre "Ame to Taieki to Nioi" (雨と体液と匂い?). El 1 de noviembre de 2021, Funimation anunció que la serie recibirá un doblaje en español latino, que se estrenó el 11 de noviembre. Crunchyroll obtuvo la licencia de la serie fuera de Asia.
| Episodios | Episodios                                                      | Episodios           |
| Número    | Título                                                         | Fecha de estreno    |
| --------- | -------------------------------------------------------------- | ------------------- |
| 1         | «Algo dentro de mi» «Boku no Naka niwa» (僕の中には)           | 5 de abril de 2020  |
| 2         | «Lo que significa estar vacío» «Karappo no Imi» (空っぽの意味) | 12 de abril de 2020 |
| 3         | «Elena» «Erena» (エレナ)                                       | 19 de abril de 2020 |
| 4         | «Ojalá fuera otra persona» «Henshin Ganbō» (変身願望)          | 26 de abril de 2020 |
| 5         | «Enemigos locos» «Yabai Kataki» (ヤバイ敵)                     | 3 de mayo de 2020   |
| 6         | «Recolectores» «Shūshū-sha» (収集者)                           | 10 de mayo de 2020  |
| 7         | «Metamorfosis» «Henkei» (変形)                                 | 17 de mayo de 2020  |
| 8         | «Sombras en la memoria» «Kioku no Kage» (記憶の影)             | 24 de mayo de 2020  |
| 9         | «reclamaciones estacadas» «Gekitotsu no Māku» (激突のマーク)   | 31 de mayo de 2020  |
| 10        | «Hermosa flor» «Utsukushii Hana» (美しい花)                    | 7 de junio de 2020  |
| 11        | «El precio de la resolución» «Ketsui no Daishō» (決意の代償)   | 14 de junio de 2020 |
| 12        | «donde se hizo la promesa» «Yakusoku no Basho» (約束の場所)    | 21 de junio de 2020 |
| 13        | «Nosotros dos somos uno» «Futari de hitotsu» (二人で一つ)      | 28 de junio de 2020 |